# Valentino Guzzo
Valentino Guzzo (São Paulo, 26 de março de 1937 — São Paulo, 8 de dezembro de 1998) foi um ator, produtor de televisão, cantor, compositor e humorista brasileiro.

## Carreira
Valentino iniciou sua carreira artística na década de 1950, como ator em teatro e cinema e teve participações em fotonovelas e filmes como Uma Certa Lucrécia, Absolutamente Certo, As Amorosas e Ninguém Segura Essas Mulheres. Na televisão, trabalhou como contrarregra e maquinista, e tempos depois tornou-se produtor e diretor. Teve passagens por quase todos os canais de televisão brasileiros, como Rede Tupi, TV Paulista, TV Excelsior, SBT, TV Gazeta e Record.
Tornou-se nacionalmente famoso por interpretar a personagem Vovó Mafalda, em Bozo. Depois disso, apresentou ainda como a personagem os programas Dó Ré Mi, Sessão Desenho, Sessão Desenho no Sítio da Vovó e Desenhos da Vovó.
Na televisão, Valentino foi produtor dos programas de Bibi Ferreira, Silvio Santos, Chacrinha, Flávio Cavalcanti, Raul Gil, Bolinha e Ratinho, onde era responsável pelos musicais e pelas cenas de humor.
Valentino Guzzo faleceu na madrugada de 8 de dezembro de 1998, vítima de um ataque cardíaco fulminante. Seu corpo foi enterrado no Cemitério Congonhas, na zona sul de São Paulo. Era casado com Cleuza Balbino Guzzo e pai da cantora Beth Guzzo e da produtora de televisão Vanessa Guzzo.